# Sefi Atta
Sefi Atta (Lagos, janeiro de 1964) é uma autora, dramaturga e roteirista nigeriana-americana.
Seus livros foram traduzidos para diversos idiomas, suas radionovelas foram transmitidas pela BBC e suas peças de teatro foram apresentadas em vários lugares do mundo. Dentre os prêmios recebidos por Atta estão o Prêmio Wole Soyinka de Literatura na África de 2006 e o Prêmio Noma de Publicação na África de 2009.

## Biografia
Sefi Atta nasceu em Lagos, Nigéria, em janeiro de 1964, em uma família de cinco filhos. Seu pai, Abdul-Aziz Atta, foi Secretário do Governo Federal e Chefe da Casa Civil até sua morte em 1972. Atta foi, então, criada por sua mãe, Iyabo Atta.
Ela frequentou o Queen's College, em Lagos, e a Millfield School, na Inglaterra. Em 1985, Atta se graduou como contadora pela Universidade de Birmingham. Posteriormente, recebeu a equivalência do título nos Estados Unidos, para onde migrou em 1994. Em 2001, recebeu o título de Mestre em Belas Artes na Antioch University.
Ela é casada com Gboyega Ransome-Kuti, médico e filho de Olikoye Ransome-Kuti. Juntos, tem uma filha chamada Temi.
Sua produtora Atta Girl, sediada em Lagos, apoia o Care to Read, um programa idealizado por Atta para arrecadar fundos para para instituições de caridade por meio de leituras encenadas.
Atualmente, ela divide seu tempo entre a Nigéria, a Inglaterra e os Estados Unidos.

## Obras
Atta formou-se no programa de escrita criativa da Antioch University, em Los Angeles. Seus contos foram publicados em revistas literárias como The Los Angeles Review, Mississippi Review e World Literature Today . Seus artigos sobre Lagos e a Nigéria foram publicados em jornais como Time e Libération. Seus livros foram traduzidos para vários idiomas. Seu primeiro romance, Tudo de bom vai acontecer, ganhou o Prêmio Wole Soyinka de Literatura na África.
Atta foi jurada do Prêmio Neustadt Internacional de Literatura de 2010, e do Prêmio Caine de Redação Africana de 2019.
Um ensaio crítico de suas obras, Writing Contemporary Nigeria: How Sefi Atta Illuminates African Culture and Tradition, editado pelo Professor Walter P. Collins, III, foi publicado pela Cambria Press em 2015.

## Prêmios e reconhecimentos
- 2002: Prêmio Macmillan Writers para a África, indicação[4]
- 2002: BBC African Performance, 2ª colocação[5]
- 2002: Concurso Zoetrope Short Fiction, 3ª colocação[6]

- 2003: Prêmio Red Hen Press Short Story, primeira colocação[7]

- 2003: Prêmio de Ficção Muito Curta do Glimmer Train, finalista[8]
- 2004: BBC African Performance, 2ª colocação[9]

- 2005: Prêmio PEN International David TK Wong, 1ª colocação[10]
- 2006: Prêmio Caine de Redação Africana, indicação[11]
- 2006: Prêmio Wole Soyinka de Literatura na África[12]
- 2009: Prêmio Noma de Publicação na África[13]

Escritora Visitante
- 2006: University of Southern Mississippi
- 2008: Northwestern University
- 2010: Escola Normal Superior de Lyon,